# Cigaritis phanes
Cigaritis phanes is een vlinder uit de familie van de Lycaenidae. De wetenschappelijke naam van de soort is voor het eerst gepubliceerd in 1873 door Roland Trimen.
De soort komt voor in Zambia,  Malawi, Mozambique, Zimbabwe, Botswana, Namibië, Zuid-Afrika en Swaziland.